# Birkirkara FC
Birkirkara F.C. este o echipă de fotbal din orașul Birkirkara, Malta. Clubul evoluează în prezent în Prima Ligă Malteză, fiind unul dintre cele șase cluburi care au câștigat toate cele cinci competiții importante ale fotbalului maltez.
De asemenea, Birkirkara F.C. este unul dintre membrii fondatori ai Asociației Cluburilor Europene.

## Grupul Ultras
Grupul Birkirkara Ultras 1997 (BU97) a fost fondat pe 25 februarie 1997, când un grup de suporteri cu mentalitate ultras ai Birkirkarei au decis să adune toți suporterii echipei într-un grup cu scopul de a-și susține echipa constant pe durata meciurilor Birkirkarei în Malta, sau în Europa. Acest grup, pornit de la câțiva suporteri, a ajuns să fie numeros, susținându-și echipa prin afișarea de bannere, steaguri, aprinzând torțe, cântând și scandând la fiecare meci. De asemenea, acesta este un grup independent, care nu primește fonduri de la club. Fondurile sunt obținute prin donații ale membrilor și prin vânzarea de articole.

## Palmares intern

### Performanțe majore
- Prima Ligă Malteză:

Câștigători (3): 1999–2000, 2005–2006, 2009–2010
Vicecampioni (6): 1996–1997, 1997–1998, 1998–1999, 2002–2003, 2003–2004, 2004–2005
- Cupa Maltei:

Câștigători (6): 2002, 2003, 2005, 2008, 2015, 2023
- Super Cupa Maltei:

Câștigători (5): 2002, 2003, 2004, 2005, 2006
- Euro Challenge Cup (fosta Cupa Löwenbräu):

Câștigători (3): 1998, 2003, 2008
Finaliști (3): 1999, 2000, 2004, 2012
- Cupa Super 5:

Câștigători (3): 1998, 2002, 2004, 2006
Finaliști (2): 1997, 2005

### Performanțe minore
- Cupa Gozo:

Câștigători (1): sezonul 2009–2010
- Cupa Cassar (nu se mai dispută):

Finaliști (1): 1952–1953
- Cupa Fiii Maltei (jucată la nivelul ligii a treia):

Câștigători (3): 1967–1968, 1971–1972, 1978–1979
Finaliști (1): 1976–1977
- Turneul Hibs:

Câștigători (2): 2007, 2009

### Performanțe ale echipei feminine
- Campioane (de trei ori): 2007, 2009, 2010
- Cupa Maltei (de 10 ori): 1999, 2000, 2002, 2003, 2005, 2007, 2008, 2009, 2010, 2011

## Partide în competițiile europene

### Liga Campionilor UEFA
| Sezonul   | Competiția            | Runda               | Țara           | Clubul          | Acasă | Deplasare | General |
| --------- | --------------------- | ------------------- | -------------- | --------------- | ----- | --------- | ------- |
| 2000–2001 | Liga Campionilor UEFA | Turul I preliminar  | Islanda        | KR Reykjavík    | 1–2   | 1–4       | 2–6     |
| 2006–2007 | Liga Campionilor UEFA | Turul I preliminar  | Insulele Feroe | B36 Tórshavn    | 0–3   | 2–2       | 2–5     |
| 2010–2011 | Liga Campionilor UEFA | Turul I preliminar  | Andorra        | FC Santa Coloma | 4–3   | 3–01      | 7–3     |
| 2010–2011 | Liga Campionilor UEFA | Turul II preliminar | Slovacia       | MŠK Žilina      | 1–0   | 0–3       | 1–3     |

Nota 1:  meci abandonat, rezultat de 0-3 decis de UEFA la 'masa verde' .

### Cupa UEFA
| Sezonul   | Competiția | Runda              | Țara      | Clubul             | Acasă | Deplasare | General |
| --------- | ---------- | ------------------ | --------- | ------------------ | ----- | --------- | ------- |
| 1997–1998 | Cupa UEFA  | Turul I preliminar | Slovacia  | Spartak Trnava     | 0–1   | 1–3       | 1–4     |
| 1998–1999 | Cupa UEFA  | Turul I preliminar | Ucraina   | Șahtior Donețk     | 0–4   | 1–2       | 1–6     |
| 1999–2000 | Cupa UEFA  | Tur preliminar     | Danemarca | Lyngby BK          | 0–0   | 0–7       | 0–7     |
| 2001–2002 | Cupa UEFA  | Tur preliminar     | Georgia   | Lokomotiv Tbilisi  | 0–0   | 1–1       | 1–1(a)  |
| 2001–2002 | Cupa UEFA  | Turul I preliminar | Rusia     | Dinamo Moscova     | 0–0   | 0–1       | 0–1     |
| 2002–2003 | Cupa UEFA  | Tur preliminar     | Ucraina   | Metalurg Zaporijia | 0–0   | 0–3       | 0–3     |
| 2003–2004 | Cupa UEFA  | Tur preliminar     | Ungaria   | Ferencvárosi TC    | 0–5   | 0–1       | 0–6     |
| 2004–2005 | Cupa UEFA  | Turul I preliminar | Albania   | Partizani Tirana   | 2–1   | 2–4       | 4–5     |
| 2005–2006 | Cupa UEFA  | Turul I preliminar | Cipru     | APOEL Nicosia      | 0–2   | 0–4       | 0–6     |
| 2008–2009 | Cupa UEFA  | Turul I preliminar | Croația   | Hajduk Split       | 0–3   | 0–4       | 0–7     |

### Cupa UEFA Intertoto
| Sezonul | Competiția          | Runda   | Țara     | Clubul     | Acasă | Deplasare | General |
| ------- | ------------------- | ------- | -------- | ---------- | ----- | --------- | ------- |
| 2007    | Cupa UEFA Intertoto | Turul I | Slovenia | NK Maribor | 0–3   | 1–2       | 1–5     |